# СП-19 (понтонный парк)
СП-19 — специальный понтонный парк, стоявший на вооружении инженерных войск Красной Армии в период Великой Отечественной войны. Был предназначен для устройства мостовых и паромных переправ на широких реках с большой скоростью течения и обеспечивал переправу железнодорожных грузов весом до 180 тонн.
В 1939 году парк был принят на вооружение Красной Армии, став единственным в мире самоходным понтонным парком.
В состав парка входили 122 самоходных понтонов-катеров и 120 объёмных ферм пролётного строения. Для сборки мостов и паромов служил один железнодорожный кран, также включённый в состав парка. Из-за больших габаритов элементы парка перевозились по железной дороге. Фермы пролётного строения устанавливались на катера и служили проезжей частью мостов. Персонал парка СП-19 включал 576 понтонёров.

## Источник
Трефилов В. Ф. Берег левый – берег правый… — Нижний Новгород: РИ «Бегемот», 2007. — 192 с.